# X플레인 (시뮬레이터)
X플레인(X-Plane)은 Laminar Research가 제작한 비행 시뮬레이터이다. X플레인은 유효한 라이선스를 가지고 전문가로서 사용하거나, 개인적으로 사용할 수 있다. 개인용 데스크톱 버전은 macOS, 윈도우, 리눅스용으로 사용 가능하며 모바일 버전은 안드로이드, iOS, 웹OS용으로 이용할 수 있다. X플레인은 여러 상업, 군사, 기타 항공기, 그리고 지구 대부분 지역의 기초적인 전 세계 장면들이 함께 동봉되어 있다. X플레인은 또한 항공기와 장면을 제조, 커스터마이즈하기 위한 기타 소프트웨어가 함께 포함되어 있다. 또, X플레인은 플러그인 아키텍처를 갖추고 있어서 사용자들이 자신만의 모듈을 만들 수 있는데, 사용자들이 자신만의 세계나 지구의 특정 장소의 복제물을 만들 수 있게 함으로써 소프트웨어의 기능을 확장할 수 있다. 시너리 게이트웨이(Scenery Gateway)를 통해 사용자들이 다른 사용자들과 함께 공항을 공유할 수 있으며 궁극적으로는 공항을 베이스 제품의 기본값으로 포함시킬 수 있다.또, 엑스플레인 포럼이 추기되어 포럼에 가입해 퀄리티 높은 무료 시너리들을 다운받을 수 있다
2016년 11월 25일, Laminar Research는 X플레인 11의 최초 퍼블릭 베타를 대중에게 출시하였다. 2차 퍼블릭 베타는 2016년 12월 6일 출시되었으며 일부 중대한 버그들이 수정되었다. X플레인 11 공식 버전은 2017년 3월 30일 출시되었다.

## 같이 보기
- 록히드 마틴 Prepar3D
- GeoFS
- 마이크로소프트 플라이트 시뮬레이터